# Jibodhproject
Het Jibodhproject is een plaats in het oosten van het ressort Kwatta in Wanica, Suriname. De toegangsweg is een zijstraat van het Garnizoenspad dat westelijk in het verlengde ligt van de Kwattaweg en uiteindelijk de Henck Arronstraat in de Binnenstad van Paramaribo.
Er is straatverlichting, lbo-onderwijs, enkele supermarkten, een bakkerij, een apotheek en een kerk van stichting Beth Shalom.
Rond 2012 waren er vaak inbrekers actief die vrij spel hadden omdat de ramen vaak niet waren gezekerd met ijzerwerk en ze meestal overdag tijdens werkuren kwamen.
In 2019 werden de wegen in het Jibodhproject opnieuw geëgaliseerd. Bewoners vroegen toen om een blijvende oplossing zoals klinkers omdat regen de straat makkelijk wegspoelt.